# 窄帶翠蛺蝶
窄帶翠蛺蝶（学名：Euthalia insulae），又名杉谷一文字蝶、窄帶綠蛺蝶、窄黛綠蛺蝶；本種在台灣有分布，以往被誤認為是西藏翠蛺蝶（Euthalia thibetana）而有俗稱西藏綠一字蝶、西藏翠蛺蝶。为蛺蝶科翠蛺蝶屬下的一个种。

## 描述
本種蝶無雌雄二型性。體型中大型，頭部及胸、腹背面為棕褐或帶橄欖綠色，腹面乳白或淺黃白色。口吻淺綠色，複眼後緣乳白，觸角端略膨、腹面裸露。口器褐色，下唇鬚乳白，背面及末端黑褐。
雄蝶前足跗節癒合、具刺狀毛；雌蝶則分節、有爪、無毛。足部皆為乳白色。
前翅長36-48 mm，近三角形、前緣略凸，外緣與後緣近直線狀；後翅扇形，外緣波狀。翅背面底色灰褐或帶橄欖綠，常具紫色調，外緣色深，中央有明顯黃白至乳白色帶紋，常呈波狀。前翅中央帶紋近翅頂處有兩枚小白斑，中室與後翅末端有鏤空短條紋。後翅外側有暗色帶紋，翅基有黑褐色鏤空紋。
翅腹面為橄欖黃白或淺褐色，斑紋與背面相似，但前翅外側暗帶更明顯，後翅內側具四枚鏤空斑。緣毛黑白相間，翅脈末端黑褐色。

## 分佈
分布於華南及臺灣，台灣見於本島低至中海拔山區。

## 棲地
棲地為常綠闊葉林，成蝶飛行快速，喜吸食腐果及樹液。一年一代，主要活動於初夏至秋季，以非休眠幼蟲越冬。卵小群產於成熟葉背，幼蟲前期聚集生活，取食殼斗科植物葉片，寄主植物包括青剛櫟、毽子櫟、赤皮青岡、狹葉櫟、高山櫟、臺灣苦櫧等。